# Buellia cranfieldii
Buellia cranfieldii är en lavart som beskrevs av Elix. Buellia cranfieldii ingår i släktet Buellia och familjen Physciaceae.   Inga underarter finns listade i Catalogue of Life.